# رنج (کتاب)
رنج نام یک کتاب ادبی است که توسط فرانسوا موریاک، نویسندهٔ اهل فرانسه نوشته شده‌است.